# 廣安 (繙譯進士)
廣安（？年—？年），字次靜，成都駐防正白旗蒙古人（或作鑲白旗），咸豐二年繙譯進士，晚清大臣。

## 生平
- 道光二十八年戊申恩科繙譯舉人
- 咸豐二年（1852年），中式繙譯進士，授太僕寺主事。
- 內閣侍讀學士。
- 功臣館滿纂修
- 光緒元年（1875年）正月十五日，其上奏要求兩宮太后立下鐵券，保證日後一定要為同治帝過繼兒子並將皇位交由其嗣子繼承。被傳旨申飭。[3]
- 光緒二年（1876年），照舊供職內閣侍讀學士。[4]